# マルク＝アントワーヌ・パーセバル
マルク=アントワーヌ・パーセバル（Marc-Antoine Parseval, 1755年4月27日 - 1836年8月16日）は、フランスの数学者。解析学における、フーリエ級数の総和可能性に関する基本的事実として知られるパーセバルの等式に名前を残す。

## 生涯
パーセバルはフランス北東部のムルト＝エ＝モゼル県ロジエール=オー=サリーヌ(フランス語版)で貴族の家に生まれた。1795年にウルスル・ゲリオと結婚するがすぐに離婚した。フランス革命に反対する君主主義者で1792年に投獄され、のちにナポレオン政権に批判的な詩を発表したため国外に亡命した。
その後、1796年から1828年の間にフランス科学アカデミーに5回推薦されたが、選出されることはなかった。パーセバルの数学に関する出版物は1806年に『Mémoires présentés à l'Institut des Sciences, Lettres et Arts, par divers savants, et lus dans ses assemblées. Sciences mathématiques et physiques. (Savants étrangers.) （様々な研究者が科学・文字・芸術学院に寄贈し、その会合で読まれた回顧録 - 数理科学と物理学（外国人研究者））』として出版された5つの論文のみのようである。これは次の過去の論文を統合したものである。
1. 『Mémoire sur la résolution des équations aux différences partielles linéaires du second ordre（二階線形偏微分方程式の解法に関する覚書）』(1798年5月5日)
2. 『Mémoire sur les séries et sur l'intégration complète d'une équation aux différences partielles linéaires du second ordre, à coefficients constants（定数係数を持つ2階線形偏微分方程式の級数と完全積分に関する覚書）』（1799年4月5日）
3. 『Intégration générale et complète des équations de la propagation du son, l'air étant considéré avec ses trois dimensions』（1801年7月5日）
4. 『Intégration générale et complète de deux équations importantes dans la mécanique des fluides』（1803年8月16日）
5. 『Méthode générale pour sommer, par le moyen des intégrales définies, la suite donnée par le théorème de M. Lagrange, au moyen de laquelle il trouve une valeur qui satisfait à une équation algébrique ou transcendante』（1804年5月7日）

1799年の2つ目の論文では、現在パーセバルの定理として知られる定理について述べているが、証明は行っていない（自明であると主張している）。パーセバルは1801年の論文でこの定理をさらに発展させ、さまざまな微分方程式を解くのに用いた。この定理は1800年のラクロワの著書『Traité des différences et des séries』の一部(377ページ)にて初めて出版掲載された。